# Bob Maurice
Robert Herman „Bob“ Maurice (* 10. Juli 1937, Vereinigte Staaten; † 30. November 2008, Santa Fe, New Mexico) war ein US-amerikanischer Filmproduzent, der 1971 für den Film Woodstock über das Woodstock-Festival einen Oscar in der Kategorie Bester Dokumentarfilm erhielt. Der Preis wurde ihm von Paula Prentiss überreicht.
Er war Mitinhaber der Produktionsfirma Wadleigh-Maurice, Ltd., deren einziger Zweck in der Vermarktung der Filmrechte dieses Films bestand. Die Firma wurde später von Thomas Taggart auf Schadensersatz verklagt (Taggart v. Wadleigh-Maurice, Ltd., 489 F.2d 434), da aus den über 100 Stunden Filmmaterial eine zweiminütige Sequenz für den Film ausgewählt wurde, die Taggert beim Leeren und Reinigen der Toiletten zeigte, weswegen er psychische Qualen und öffentlichen Spott erleiden müsse. Er machte sein Recht auf Privatsphäre geltend und dass er keine Person des öffentlichen Lebens sei und die verwendeten Filmaufnahmen unautorisiert verwendet wurden. Die Klage wurde in erster Instanz abgewiesen, aber in der Berufungsverhandlung bekam Taggart Recht. Ob er allerdings entschädigt wurde, ist nicht bekannt, Taggart starb 1994.
Bob Maurice starb am 30. November 2008 im Alter von 71 Jahren in Santa Fe, New Mexico.
Darüber hinaus ist über ihn so gut wie nichts bekannt.